# Infecció per Ureaplasma urealyticum
L'Ureaplasma urealyticum i, menys, l'Ureaplasma parvum poden causar uretritis i vaginosi bacteriana. La infecció també pot afectar llocs extragenitals.
S'ha qüestionat la realització de proves exhaustives de detecció i el tractament antimicrobià posterior d'aquests bacteris, ja que poden donar lloc a la resistència antimicrobiana en aquests bacteris i en microbis d'altres malalties de transmissió sexual 'veritables', així com a l'alteració de la microbiota general, i un cost econòmic substancial per a la societat i individus, especialment les dones.

## Signes i símptomes
El transport asimptomàtic d'aquests bacteris és comú i la majoria dels individus no desenvolupen cap malaltia.
Un símptoma comú associat en la vaginosi és l'olor "a peix" que es crea a causa de la producció d'amoníac per la hidròlisi de la urea.

## Tractament
Amb antibiòtics, durant 7 dies: tetraciclines (doxiciclina i moxifloxacina) i (en segon lloc) fluoroquinolones; en embarassades cal utilitzar eritromicina. S'ha de comprovar l'èxit del tractament després de tres setmanes (o més) del tractament.